# Pesci in Italia

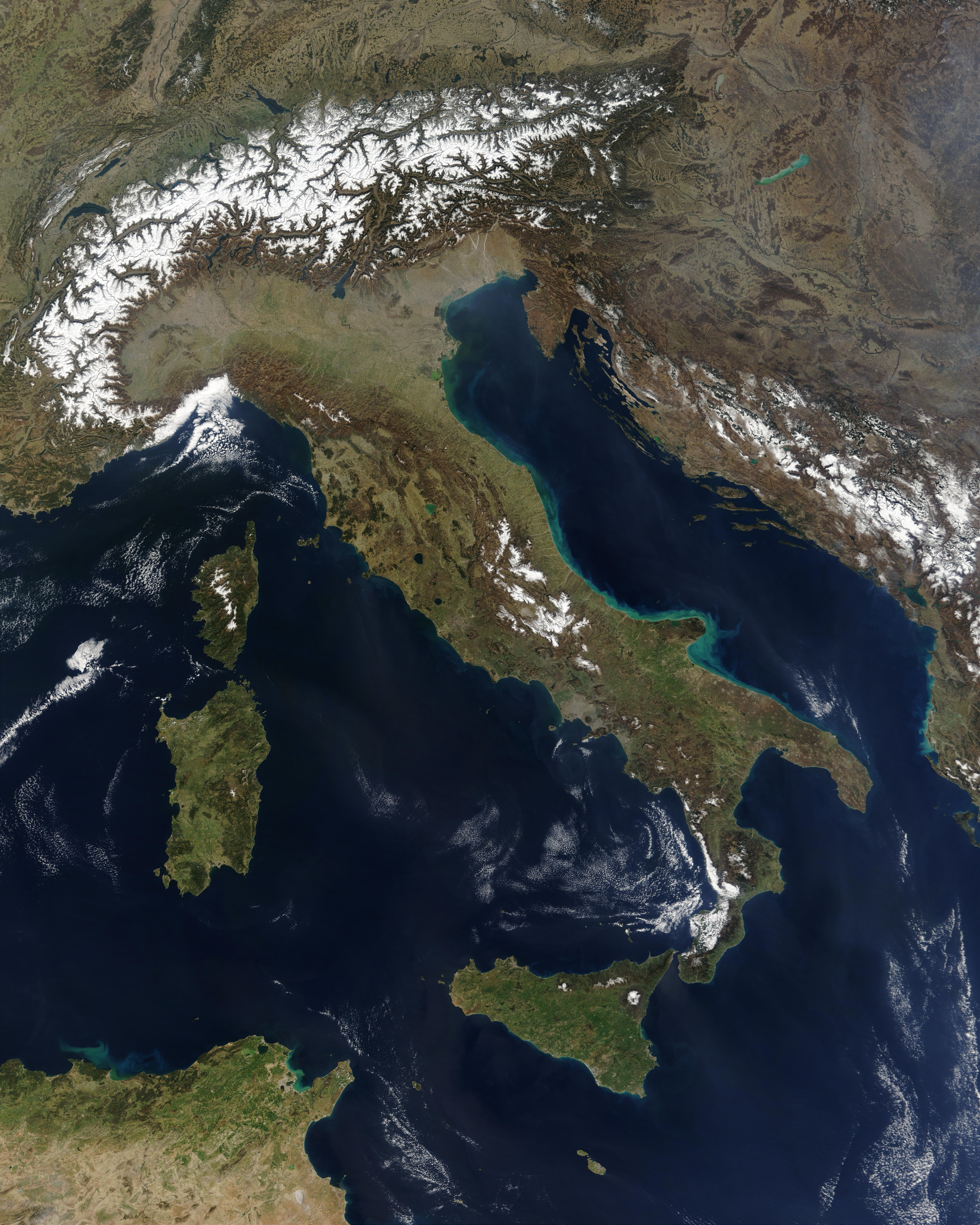
L'Italia: penisola nel Mediterraneo. Visibili i laghi del Centro Italia, il sistema glaciale a nord, le lagune nord-adriatiche

I pesci in Italia sono diversificati in 621 specie, di cui 72 introdotte o migrate dall'oceano Atlantico e dal mar Rosso per via della tropicalizzazione del mar Mediterraneo. Di tutte le specie presenti circa un quinto vive in acque dolci e di queste 9 sono endemiche.

## Il mare
I mari italiani hanno una fauna ittica molto diversa fra loro, specialmente il popolamento del Mar Adriatico si differenzia sostanzialmente da quella degli altri mari italiani per la presenza di specie ad areale nordico assenti altrove (per esempio il merlano o la passera di mare) e per l'assenza di specie termofile come alcuni sparidi o labridi. I mari del Sud Italia sono invece assai ricchi di specie tropicali o subtropicali come Thalassoma pavo, Sparisoma cretense, Sphyraena viridensis e vari carangidi che si ritrovano anche nelle acque del nord Africa e che, complice il fenomeno della meridionalizzazione del Mediterraneo, si stanno diffondendo anche in acque più settentrionali.
Le popolazioni del Mar Mediterraneo sono caratterizzati dalla presenza di molte specie diverse ognuna delle quali rappresentata da uno scarso numero di individui (ha popolazioni più simili a quelle di un mare tropicale che a quelle di un mare temperato freddo come il Nord Atlantico).
L'industria peschereccia, dunque, non può contare su grandi banchi paragonabili a quelli, per esempio, di aringhe o di merluzzi delle acque del Nord Europa.

## Tropicalizzazione e meridionalizzazione del Mediterraneo
L'innalzamento globale della temperatura è strettamente collegato alla presenza di specie di pesci considerate aliene nelle acque mediterranee. Dallo stretto di Gibilterra e, soprattutto, dal Mar Rosso (attraverso il canale di Suez) molte specie stanno formando popolazioni nelle acque mediterranee. Si tratta di specie perlopiù tropicali, quali scorpenidi del genere Pterois, olocentridi, siganidi ed altre specie appartenenti a generi o famiglie precedentemente mai segnalati per il Mare Nostrum. L'immigrazione di specie tipiche del Mar Rosso attraverso il canale di Suez è detto migrazione lessepsiana. L'ingresso di specie tropicali nel mar Mediterraneo prende il nome di tropicalizzazione.
La meridionalizzazione è un fenomeno simile, ma limitato a specie dei bacini meridionali del Mediterraneo che spostano o ampliano verso nord il loro areale, come è successo alle specie Sphyraena viridensis, Thalassoma pavo, Sparisoma cretense e molte altre.

## Le acque dolci
L'ittiofauna d'acqua dolce italiana riveste un altissimo interesse ittiologico a causa dell'elevato numero di specie endemiche, dei complessi meccanismi di speciazione qui intervenuti e studiabili in vivo e, infine, per l'eccezionale interesse biogeografico che rivestono molte popolazioni.
Essenzialmente, l'Italia può essere suddivisa in tre grandi regioni ittio-geografiche: il distretto padano-veneto (corrispondente all'incirca alla Pianura Padana, ma esteso anche ai fiumi non tributari del Po come Adige, Brenta, Piave, Tagliamento, Isonzo ed alcuni bacini fluviali nelle Marche, in Slovenia e in Croazia), il distretto tosco-laziale o etrusco (corrispondente al medio ed alto versante tirrenico della Penisola, dal fiume Magra al fiume Tevere a sud), e il distretto apulo-campano (corrispondente sul versante tirrenico dal Liri-Garigliano al Bussento e sul versante adriatico meridionale dal Fortore all'Ofanto). L'area adriatica centrale (Abruzzo e Molise) costituisce un'area di transizione tra i tre distretti sopracitati con specie e caratteristiche intermedie.
Queste regioni ittio-geografiche ospitano specie e, soprattutto, endemismi totalmente diversi.

## Gli endemismi
La fauna ittica italiana comprende numerose specie di pesci e ciclostomi endemiche o subendemiche della regione padano-veneta, quali:
- la lampreda padana Lampetra zanandreai
- lo storione padano Acipenser naccarii
- il cobite padano Cobitis bilineata
- il cobite mascherato Sabanejewia larvata
- il barbo padano Barbus plebejus
- il barbo canino Barbus caninus, endemico del distretto padano-veneto centro-occidentale.
- il triotto, Leucos aula
- la savetta Chondrostoma soetta
- la lasca Protochondrostoma genei
- l'alborella Alburnus arborella
- la scardola padana Scardinius hesperidicus
- il gobione padano Romanogobio benacensis
- il pigo Rutilus pigus
- il ghiozzo padano Padogobius bonelli
- il ghiozzetto di laguna Knipowitschia panizzae
- il panzarolo Orsinigobius punctatissimus
- il ghiozzetto cenerino Ninnigobius canestrinii
- la trota marmorata Salmo marmoratus
- il temolo adriatico Thymallus aeliani
- il carpione del Garda Salmo carpio

della regione tosco-laziale, ovvero:
- il barbo etrusco Barbus tyberinus
- il cavedano etrusco Squalius lucumonis
- la scardola etrusca Scardinius scardafa
- il ghiozzo etrusco Neogobius nigricans

della regione apulo-campana e dell'Abruzzo:
- il barbo campano Barbus fucini
- il barbo sannita Barbus samniticus endemico di Abruzzo e Molise
- il cobite del Volturno Cobitis zanandreai
- il cobite pontino Cobitis feroniae
- il carpione del Fibreno Salmo fibreni endemico del Lago di Posta Fibreno;
- l'alborella meridionale Alburnus albidus

e dell'Italia peninsulare in generale:
- il luccio italico Esox cisalpinus
- il vairone Telestes muticellus
- il cavedano italico Squalius squalus
- la rovella Sarmarutilus rubilio

nonché due specie endemiche della Sicilia:
- il ghiozzetto di Tortonese Pomatoschistus tortonesei gobide endemico di alcune lagune della Sicilia e del Nord Africa
- la trota siciliana Salmo cettii

L'alto livello di endemismo è legato principalmente alle vicissitudini geologiche occorse tra la fine del Miocene (crisi di salinità del periodo Messiniano) e il periodo delle glaciazioni pleistoceniche, quando l'Italia fu un'area di rifugio con caratteristiche climatiche relativamente più miti rispetto all'Europa continentale, dalla quale si trovò separata dall'imponente calotta glaciale che allora copriva le Alpi.
Anche la Penisola Iberica, i Balcani, il bacino del Danubio, aree con notevole presenza di endemismi, furono simili "rifugi" per l'ittiofauna all'epoca.

## Le introduzioni di specie aliene

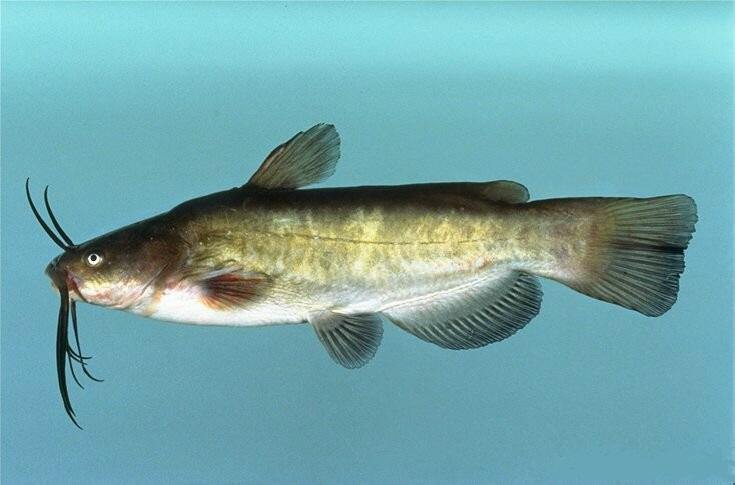
Un pesce gatto, ormai diffuso nei fiumi di tutta Italia

Durante tutto il XX secolo sono state immesse nelle acque interne italiane numerosissime specie di pesci alloctoni provenienti da tutto il mondo (soprattutto da nord America ed Europa orientale) sia per scopi alimentari che (prevalentemente) per la pesca sportiva. Questa rivoluzione ha avuto risultati spesso disastrosi, infatti sono state immesse specie incompatibili con le popolazioni preesistenti causando estinzioni locali di specie rare ed una banalizzazione dei popolamenti fluviali e lacustri.
Evidente a tutti è la dannosità di alcune specie introdotte come il pesce gatto, il siluro, il persico sole, il carassio, l'aspio ed il lucioperca che in certe aree hanno praticamente sostituito le popolazioni preesistenti.
Un fenomeno simile è la transfaunazione ovvero l'introduzione di specie di un certo bacino idrografico in altri all'interno dello stesso paese dove prima era assente, un esempio è l'introduzione della savetta o del triotto nelle acque centromeridionali o l'immissione della rovella in quelle del Po.
Di seguito un elenco delle più note specie introdotte prima del 2007 nelle acque dolci italiane che hanno formato popolazioni stabili:
Ordine Cypriniformes
- Rutilus rutilus
- Abramis brama
- Chondrostoma nasus
- Leuciscus aspius
- Alburnus alburnus
- Carassius gibelio
- Carassius auratus
- Cyprinus carpio
- Barbus barbus
- Squalius cephalus
- Gobio gobio
- Rhodeus amarus
- Pseudorasbora parva
- Cobitis elongatoides
- Misgurnus anguillicaudatus

Ordine Siluriformes
- Silurus glanis
- Ameiurus melas
- Ameiurus nebulosus
- Ictalurus punctatus

Ordine Salmoniformes
- Salvelinus fontinalis
- Salvelinus umbla
- Salmo trutta
- Oncorhynchus mykiss
- Coregonus lavaretus
- Coregonus oxyrinchus
- Thymallus thymallus
- Esox lucius

Famiglia Poeciliidae
- Gambusia holbrooki

Famiglia Percidae
- Sander lucioperca
- Gymnocephalus cernuus
- Perca fluviatilis

Famiglia Centrarchidae
- Micropterus salmoides
- Lepomis gibbosus